# Тур де л’Эн
Тур де Эна (фр. Tour de l'Ain (официально: Tour de l’Ain — la route du Progrès), также известная как Prix de l’Amitié — ежегодная шоссейная многодневная велогонка, проходящая на востоке Франции, в департаменте Эн, недалеко от границы с Швейцарией.

## История
Первое издание велогонки состоялось в 1970 году, как G.P. de l’Amitié. Проводилась в течение четырёх-пяти дней в начале сентября и служила подготовкой к Тур де л’Авенир, привлекая участие международных велогонщиков, особенно команду Испании. Гонка проходила через французские Альпы, стартуя в Ницце на Лазурном берегу и финишируя в Бурк-ан-Брес, столице исторической области Бресс, к северу от Лиона, у подножия горного хребта Юра. Наибольшую трудность представлял горный финиш в Лез-Ор.
В последующие годы направление велогонки изменяется: из Бурк-ан-Брес в Ниццу.
Поскольку в 1976 году проведение Тур де л’Авенир могло быть отменено, гонка стала рассматриваться как её возможная замена, её продолжительность была увеличена до девяти дней.
Начиная с 1979 года велогонка проводилась только среди французских участников и только в Прованских Альпах.
В 1986 году велогонка проведена среди профессионалов. Многие французские велогонщики использовали эту сложную велогонку: от Ниццы, через Валуар (через перевал Галибье) до Комблу, в качестве подготовки к Тур де л’Авенир.
Постоянно проводится с 1989 года, новые организаторы гонки вернули гонку в Бурк-ан-Брес, изменив наименование на Tour de l’Ain. С 1989 по 1992 год велогонка проводилась среди любителей. В 1993 году стала открытой для профессионалов.
С 2005 года велогонка входит в UCI Europe Tour и имеет классификацию 2.1.
Велогонка проводится в конце июля — начале августа (в 2018 и 2019 годах проводилась в мае), проходит через департамент Эн в горах Юра, сочетает в себе спринтерские и горные этапы (в 2018—2019 годах состояла из трех этапов). Наиболее сложным является подъём на Гран Коломбье, высотой 1534 метра.
Пресс-партнером велогонки является региональная газета Le Progrès, со штаб-квартирой в Лионе, название которой включено в официальное наименование велогонки.

## Классификации
— Генеральная классификация.
 — Очковая классификация.
 — Горная классификация.
 — Молодёжная классификация (среди гонщиков до 25-ти лет).

## Победители
Prix de l’Amitié
| 1972 | Antoine Gutierrez      |
| 1973 | Richard Pianaro        |
| 1974 | Энрике Мартинес Эредия |
| 1975 | Angel Lopez del Alamo  |
| 1976 | Свен-Аке Нильссон      |
| 1977 | Joël Millard           |
| 1978 | Michel Charlier        |
| 1979 | Вансан Лавеню          |
| 1980 | Жиль Мас               |
| 1981 | Daniel André           |
| 1982 | Bernard Faussurier     |
| 1983 | Denis Celle            |
| 1984 | Denis Celle            |
| 1985 | Sylvain Oswarek        |
| 1986 | Патрис Эсно            |
| 1987 | Лоран Бионди           |
| 1988 | Мауро Рибейро          |

Tour de l’Ain
| Год  | Победитель         | Второй            | Третий               |
| ---- | ------------------ | ----------------- | -------------------- |
| 1989 | Serge Pires-Leal   |                   |                      |
| 1990 | Denis Moretti      | Patrick Vallet    | Анджей Сыпытковский  |
| 1991 | Éric Drubay        |                   |                      |
| 1992 | Denis Leproux      | Jean-Luc Jonrond  | Thomas Bay           |
| 1993 | Эммануэль Маньен   | Паскаль Эрве      | Marc Thévenin        |
| 1994 | Лилиан Лебретон    | Жиль Делион       | Жан-Кристоф Карри    |
| 1995 | Эммануэль Юбер     | Кристоф Моро      | Кристоф Аньолутто    |
| 1996 | David Delrieu      | Jean-Luc Masdupuy | Кристоф Ринеро       |
| 1997 | Бобби Джулич       | Fabrice Gougot    | Ивон Леданойс        |
| 1998 | Cristian Gasperoni | Alessio Galletti  | Винсент Кали         |
| 1999 | Гжегож Гвяздовски  | Кристофер Дженнер | Маурицио Де Паскуале |
| 2000 | Сергей Яковлев     | Thierry Loder     | Кристофер Дженнер    |
| 2001 | Ивайло Габровски   | David Delrieu     | Христофе Ориол       |
| 2002 | Христофе Ориол     | Ришар Виранк      | Людовик Тюрпен       |
| 2003 | Аксель Меркс       | Самуэль Дюмулен   | Жером Пино           |
| 2004 | Жером Пино         | Лииф Хосте        | Юрген Ван Голен      |
| 2005 | Карл Наибо         | Людовик Тюрпен    | Самуэль Плуинек      |
| 2006 | Сирил Дессел       | Noan Lelarge      | Хавьер Флоренсио     |
| 2007 | Джон Гадре         | Людовик Тюрпен    | Бауке Моллема        |
| 2008 | Линус Гердеман     | Давид Монкутье    | Стефан Губер         |
| 2009 | Рейн Таарамяэ      | Крис Хорнер       | Давид Монкутье       |
| 2010 | Аймар Субельдия    | Ваут Пулс         | Давид Монкутье       |
| 2011 | Давид Монкутье     | Ваут Пулс         | Леопольд Кёниг       |
| 2012 | Эндрю Талански     | Серджио Пардилья  | Даниэль Наварро      |
| 2013 | Ромен Барде        | Луис Леон Санчес  | Джон Гадре           |
| 2014 | Берт-Ян Линдеман   | Ромен Барде       | Дэниэл Мартин        |
| 2015 | Александр Женье    | Флориан Вашон     | Пьер Латур           |
| 2016 | Сэм Омен           | Барт Де Клерк     | Пьер Латур           |
| 2017 | Тибо Пино          | Давид Годю        | Александр Женье      |
| 2018 | Артур Вишо         | Николя Эде        | Рейн Таарамяэ        |
| 2019 | Тибо Пино          | Маттиас Франк     | Рейн Таарамяэ        |
| 2020 | Примож Роглич      | Эган Берналь      | Наиро Кинтана        |
| 2021 | Майкл Сторер       | Харм Ванхауке     | Маттео Бадилатти     |
| 2022 | Гийом Мартен       | Маттиас Скельмосе | Руди Молар           |
| 2023 | Майкл Сторер       | Кенни Элиссонд    | Николя Продомм       |
| 2024 | Александр Сепеда   | Rémi Capron       | Стефано Олдани       |
| 2025 |                    |                   |                      |

### Многократные победители
| Число побед | Победитель | Страна  | Годы        |
| ----------- | ---------- | ------- | ----------- |
| 2           | Тибо Пино  | Франция | 2017 + 2019 |